# 얼리전트 항공
얼리전트 항공(영어: Allegiant Air)은 미국의 저비용 항공사로 본사는 미국 네바다주 엔터프라이즈에 위치해 있으며 1997년에 웨스트 제트 익스프레스(영어: WestJet Express)로 설립했다.

## 보유 기종
- 2020년 10월 기준으로 얼리전트 항공은 다음과 같은 기종을 보유하고 있으며 평균 기령은 14.8년이다.[5][6]

## 사진

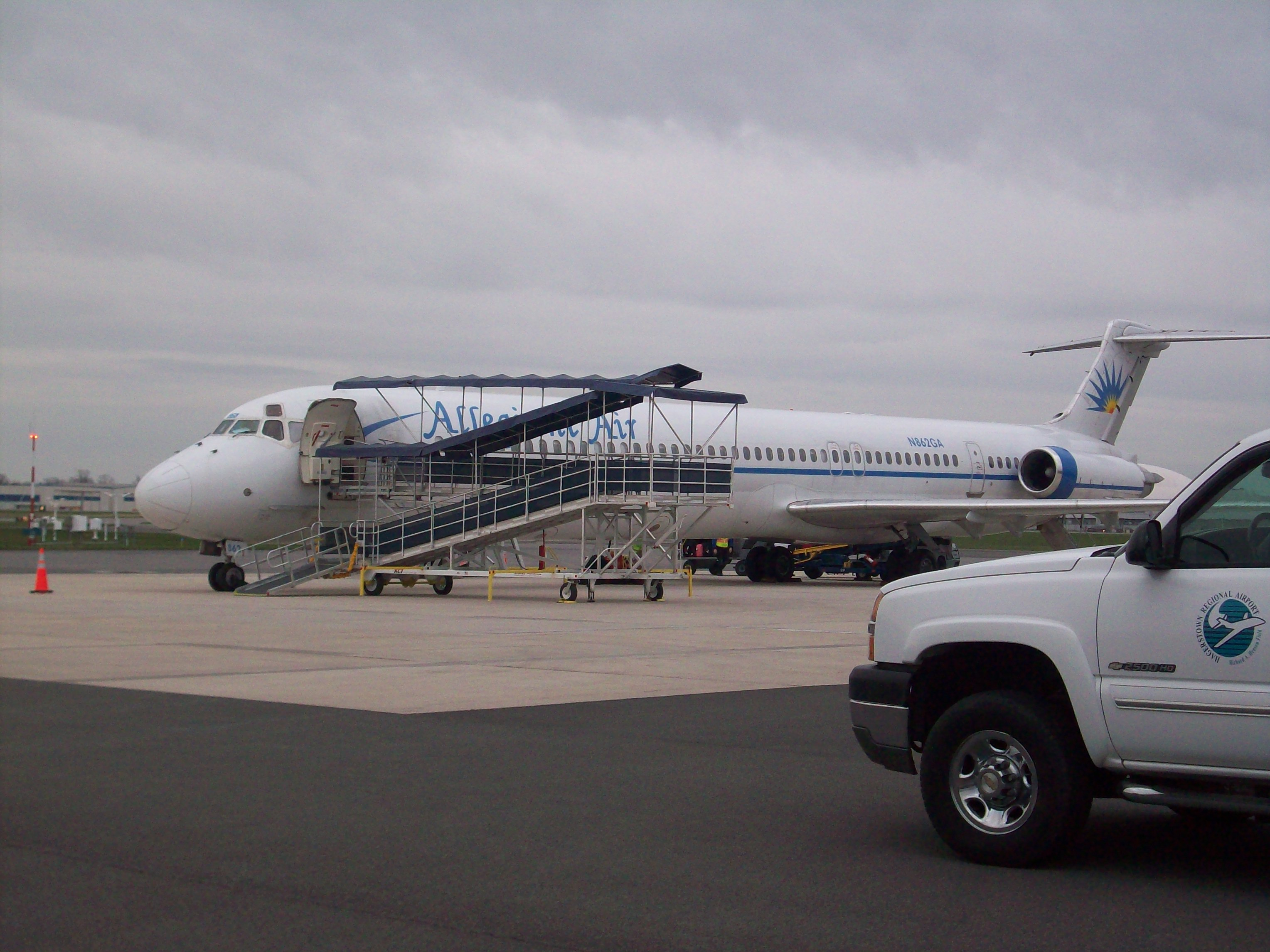
얼리전트 항공의 맥도넬더글러스 MD-83
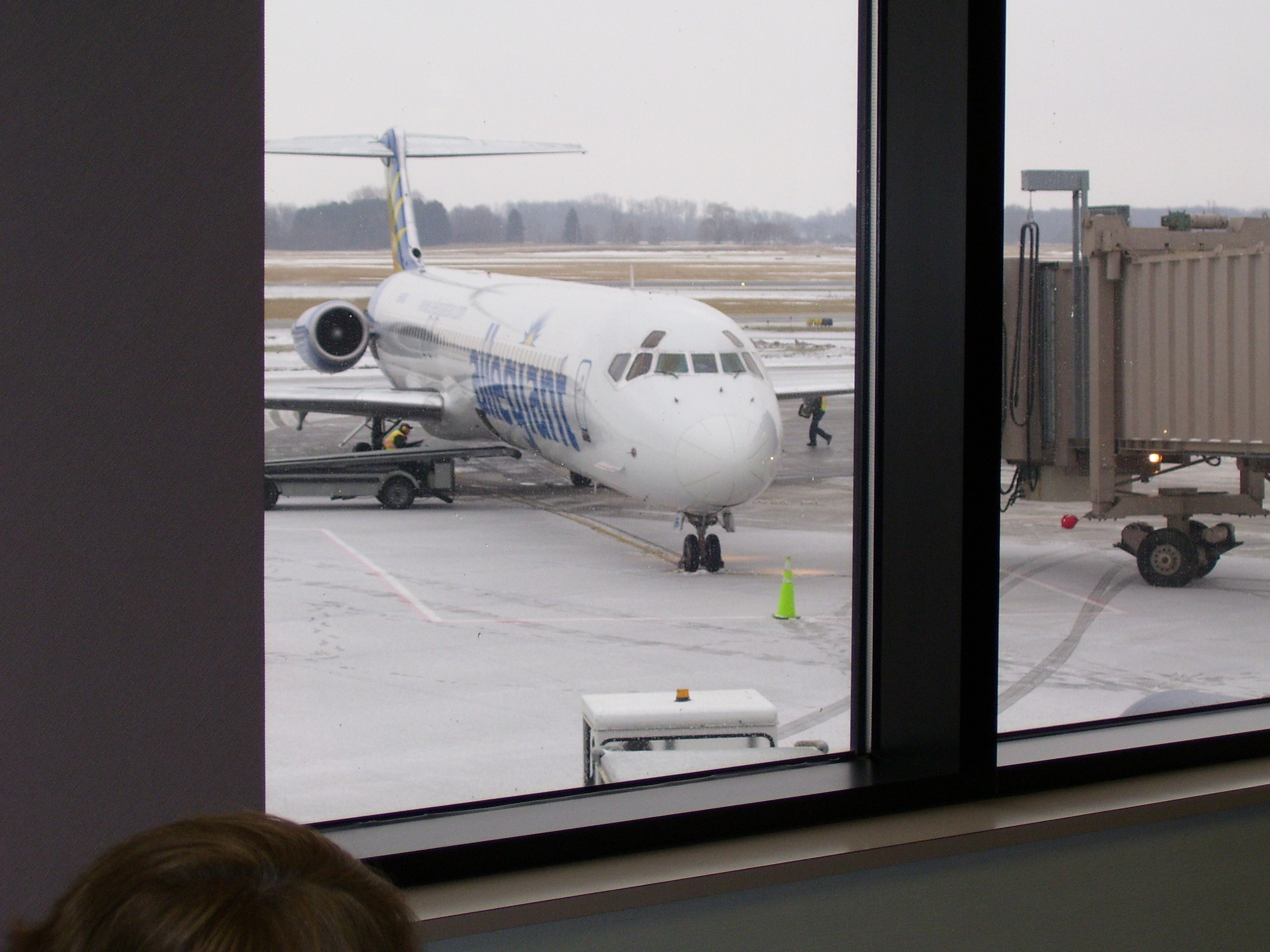
얼리전트 항공의 맥도넬더글러스 MD-83
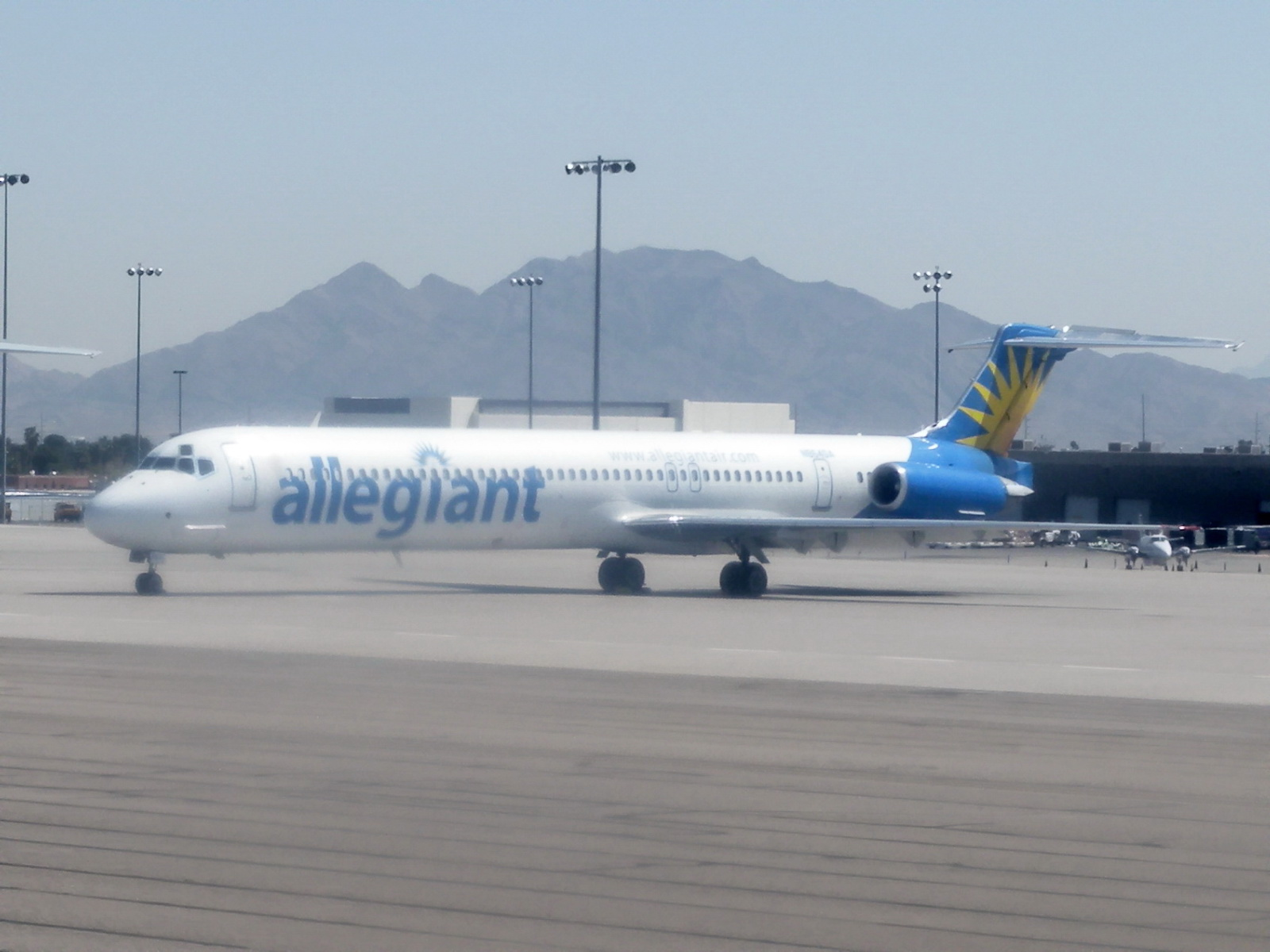
얼리전트 항공의 맥도넬더글러스 MD-83